# Cephalaria ebusitana
Cephalaria ebusitana är en tvåhjärtbladig växtart som först beskrevs av O.Bolòs och Josep Vigo Bonada, och fick sitt nu gällande namn av Bacch., Brullo och Giusso. Cephalaria ebusitana ingår i släktet jätteväddar, och familjen Dipsacaceae. Inga underarter finns listade i Catalogue of Life.